# Institut togolais de recherche agronomique
Pour les articles homonymes, voir ITRA.
L'Institut togolais de recherche agronomique (ou ITRA) est un institut public de recherche en sciences agronomiques établi à Lomé, la capitale du Togo.

## Historique
Créé en 1997 (décret n°97-105/PR du 23 juillet 1997) et relevant du Ministère togolais de l'Agriculture, l'ITRA est une agence gouvernementale de recherche et développement qui vise à moderniser l'agriculture togolaise. Ses missions sont :
- de mener des études jugées nécessaires
- développer, améliorer ou/et valoriser les technologies agricoles et alimentaires modernes et paysannes adaptées
- mettre à la disposition des autorités et des utilisateurs des résultats de recherches, les outils de décision c’est-à-dire les données et informations leur permettant d’adapter les politiques agricoles ou alimentaires aux nouvelles exigences de l’environnement socio-économique

L'ITRA travaille en collaboration avec plusieurs organisations internationales : l'UNICEF, le CORAF/WECARD, le Comité inter-État de lutte contre la sécheresse au Sahel, etc.
Le directeur général de l'ITRA est Lombo Yawo.

### Organisation
L'ITRA est composé de quatre centres de recherche agricole répartis dans tout le pays, : 
- Centre du Littoral
- Centre de la Zone forestière
- Centre de la Savane humide
- Centre de la Savane sèche